# Никола Смоленски
Никола Смоленски (Београд, 12. јануар 1979) српски је програмер, писац фантастике, културни активиста, новинар и википедиста.

## Биографија
Као писац фантастике, Никола Смоленски је објављивао приче за Политикин забавник, а многе његове приче објављене су у дигиталном облику у оквиру Пројекта Растко. У Политикином забавнику писао је и текстове везане за популарну науку, а неки од његових текстова нашли су се и на насловној страни Забавника. Као сарадник Света компјутера писао је текстове везане за фантастику, а 2003. године написао је текст о викијима под насловом Потпуна слобода. што је било једно од првих спомињања Википедије на српском језику у медијима.
Смоленски је један од првих активних корисника Википедије на српском језику на којој је у септембру 2003. довршио превод главне стране, а у октобру исте године превео је кориснички интерфејс на српски језик, написавши и неколико текстова што се сматра почетком континуираног рада на Википедији на српском језику. Потом је једно време Никола Смоленски био потпредседник и члан Управног одбора удружења Викимедија Србије које брине о техничким детаљима у вези са Википедијом и другим сестринским вики пројектима.
Од 2002. је сарадник културне мреже Пројекат Растко, а ради на развоју дигиталних библиотека. Један је од оснивача групе Наше писмо и Националног већа за српски језик, где је радио на развоју информатичких алата за српски језик.

### Политикин забавник
- Снимач позиције (илустровао Бобан Савић), Политикин забавник 2569, Београд 4. мај 2001. pp. 24
- Лош утицај (илустровао Добросав Боб Живковић), Политикин забавник 2616, Београд 29. март 2002. pp. 36 (на насловној страни)
- Армагедон (илустровао Добросав Боб Живковић), Политикин забавник 2618, Београд 12. април 2002. pp. 37
- Нови светови, Политикин забавник 2561, Београд, 9. март 2001. pp. 6
- Како измерити васиону? (илустровао Растко Ћирић), Политикин забавник 2601, Београд 14. децембар 2001. pp. 27 (на насловној страни)

### Пројекат Растко
- Армагедон, Пројекат Растко 22. август 2007.
- Вансвемирски, Пројекат Растко 23. август 2007.
- Лош утицај, Пројекат Растко 24. август 2007.
- Миарфа, Пројекат Растко 24. август 2007.
- Калемегдан, Пројекат Растко 24. август 2007.
- Још један одмрзнут, Пројекат Растко 25. август 2007.
- Бад инфлуенце, Пројекат Растко 25. август 2007.
- Градитељи и Поправиоци, Пројекат Растко 25. август 2007.
- Разговор, Пројекат Растко 25. август 2007.
- Савршена музика, Пројекат Растко 25. август 2007.
- Снимач позиције, Пројекат Растко 26. август 2007.
- Телескоп, Пројекат Растко 27. август 2007.
- Трагом Свете Мачке, Пројекат Растко 27. август 2007.

### Свет компјутера
- Хорор, Свет компјутера, Београд децембар 1998.
- Ратови звезда, Свет компјутера, Београд јул 1999.
- Киберпанк писци, Свет компјутера, Београд јануар 2001.
- текстови, Свет компјутера, Београд март 2001.
- , Свет компјутера, Београд јул 2002.
- Потпуна слобода, Свет компјутера, Београд, октобар 2003.